# Principe de Baker-Care
Le principe de Baker-Care, également appelé principe de Lumpley, est une définition du terme « système de jeu » dans le cadre du jeu de rôle ludique — que ce soit le jeu de rôle sur table (y compris les jeux narratifs) ou le jeu de rôle grandeur nature. Son nom vient de ses créateurs : D. Vincent Baker (en), fondateur de la société d'édition Lumpley Games (en), et Emily Care Boss.

« Le système (qui inclut “les règles”, mais ne s'y limite pas) désigne les moyens par lesquelles le groupe se met en accord sur les événements imaginaires se déroulant au cours de la partie. 
(en) System (including but not limited to 'the rules') is defined as the means by which the group agrees to imagined events during play. »

— D. Vincent Baker, (en) « Lumpley Principle », sur big-model.info, 14 février 2011 (consulté le 5 avril 2016)
Concrètement, le système de jeu inclut les règles du jeu, les conventions implicites autour de la table, l'humeur des joueurs, le scénario, le « style de maîtrise », la manière dont le meneur de jeu (lorsqu'il y en a un) gère la partie, ainsi que l'univers de jeu.
Indiquons la définition du terme « système » selon le big model, qui s'en rapproche :

« Le système est l'ensemble des moyens que les participants utilisent pour faire évoluer les situations. »

« Un système est le moyen par lequel les joueurs manipulent l’espace imaginaire commun. »

## Historique du concept
Le jeu de rôle vient du jeu de guerre (wargame). Initialement (en 1974), le jeu, en tant que produit, est sous la forme de livret décrivant les règles du jeu, c'est-à-dire la manière dont les personnages-joueurs interagissent avec les « monstres » (combat) et avec l'environnement fictionnel (escalader, désamorcer les pièges…).
En parallèle, certains créateurs ont en tête un univers fictionnel et s'attachent à le mettre en œuvre dans des jeux, et notamment des jeux de rôle. Ce cadre fictionnel est souvent appelé background.
On a donc coutume de séparer les règles du jeu d'un côté (crunch) et le cadre de jeu (fluff) de l'autre. La « manière de jouer », c'est-à-dire le fait que chaque joueur dirige son personnage, que le meneur de jeu gère l'environnement, les autres personnages et les événements extérieurs, les interactions entre joueurs — en particulier la procédure « description par le meneur de jeu/décision des joueurs/conséquence des décisions » — est considérée comme étant la « nature du jeu de rôle », et est décrite en général dans les ouvrages de jeux dans un chapitre intitulé « comment jouer au jeu de rôle ».
Dans les années 2000, la communauté de The Forge (en), dont fait partie Vincent Baker, repense la manière de jouer au jeu de rôle. En particulier, cela mène à une abolition des frontières entre les trois éléments ci-dessus : règles du jeu, cadre fictionnel et manière de jouer au jeu de rôle ; ainsi, ces trois domaines deviennent des sous-systèmes, et éventuellement, le cadre fictionnel et la manière de jouer peuvent être décrits sous la forme de règles eux aussi.
Toutefois, à bien y regarder, la frontière entre règle du jeu et cadre fictionnel est mince dès le départ. Ainsi, les règles de Donjons et Dragons ne décrivent pas d'univers de jeu, toutefois, les règles elles-mêmes dessinent un « univers générique » : la définition des personnages implique qu'il existe des peuples non humains (elfes, nains, semi-hommes, semi-orcs), les règles de magie indiquent qu'il existe une force mystique et que les dieux existent et agissent sur le monde… Il y a donc bien un cadre fictionnel décrit à travers les règles. De même, les règles contiennent les éléments permettant de préparer une partie (aventure, scénario) : rencontre , pièges, trésors, avec même la possibilité de générer aléatoirement l'aventure. La frontière entre scénario et règle est donc elle aussi poreuse dès l'origine.

## Importance du concept
Selon Joseph Young, le système, tel que défini dans le présent principe, est « le moyen par lequel chaque groupe de joueurs arrive à un accord sur le contenu de l’espace imaginaire commun. » La compréhension de cette notion de système est donc fondamentale lors de la création d'un jeu.
Le fait de mettre la totalité des décisions et interactions en cours de jeu sur le même plan a permis de repenser à la fois la manière de présenter les jeux, mais aussi de modifier certains mécanismes considérés jusqu'alors comme étant la nature même du jeu de rôle. Par exemple :
- le partage de la responsabilité sur la narration : certains jeux permettent à tous les joueurs de définir les éléments qui interviendront en jeu, avant le début de la partie ou bien en cours de jeu, alors qu'auparavant le scénario était de la responsabilité du meneur de jeu ;
- éventuellement abolition de la notion de meneur de jeu, ses responsabilités étant alors réparties entre plusieurs joueurs, les rôles étant tournants ;
- intégration de la manière de jouer dans les règles du jeu ; par exemple Apocalypse World dresse une liste d'actions (move) que peuvent effectuer les personnages-joueurs et le meneur de jeu ;
- en présentant le cadre fictionnel et les scénarios sous forme de règles[1] ; c'est par exemple le cas lorsque le cadre est déterminé en début de partie (ou de campagne) par les joueurs eux-mêmes ;
- à l'inverse, en présentant les règles dans un texte ne reprenant pas la forme habituelle d'une procédure, c'est-à-dire évitant les tournures « si… alors… » ou bien les listes (de situations, de matériel…) ; c'est par exemple le cas du jeu Perdus sous la pluie[4].

## Présentation du concept

Illustration du principe de Baker-Care, ou principe de Lumpley : différence entre texte écrit et procédures appliquées de manière effective en jeu. La situation du haut correspond à un jeu de type jeu d'échecs, la situation du bas à un jeu de rôle classique.

Notion de règle selon le principe de Baker-Care.

La nécessité de définir la notion de système vient d'une constatation : dans un jeu (jeu solitaire, jeu de société ou jeu vidéo), on joue habituellement en suivant strictement le texte écrit (jeu dit by the book, c'est-à-dire « selon le livre »). Le texte décrit ce que l'on doit faire en jeu, on utilise en général toutes les règles à un moment ou à un autre, tout ce qui est entrepris dans le cadre du jeu correspond à une règle. Il y a bien sûr quelques exceptions, par exemple, dans les jeux utilisant des dés, les règles ne parlent en général pas de ce qu'il faut faire lorsqu'un joueur est pris à tricher, ou bien du cas du « dé cassé » ; en cas de dé cassé, les joueurs prennent une décision qui concerne le jeu mais n'est pas décrit par la règle — en général on relance le dé —, on parle de « décision ad hoc ». Cela peut le cas échéant poser problème ; par exemple, si le dé est à cheval entre la table et un tablier de jeu peu épais (plateau), il n'est que faiblement incliné, doit-on le considérer comme cassé et le relancer, ou bien peut-on simplement lire la valeur sur la face du dessus ?
À l'inverse, dans un jeu de rôle classique :
- une portion du texte écrit n'est jamais utilisé en jeu, soit qu'il s'agisse de règles optionnelles, indiquées comme telles dans l'ouvrage, et rejetées par la table de jeu, soit que la table de jeu décide expressément de ne pas appliquer la règle, soit que la table n'utilise qu'une partie du cadre fictionnel ;
- les situations de jeu de rôle étant virtuellement infinies, les règles ne couvrent pas tous les cas, un certain nombre de décisions sont prises ad hoc ;
- les tables de jeu inventent fréquemment des règles propres, dites « règles maison », et développent leur propre cadre fictionnel à partir du cadre décrit dans le texte voir utilisent un cadre différent : adaptation d'un autre univers (hack), ou bien « univers maison » ;
- l'ouvrage de jeu de rôle contient en général peu de scénarios (voire pas du tout), le scénario utilisé est donc en général une création externe (création propre du meneur de jeu, scénario publié dans un magazine ou sur un site Web…).

Concernant les procédures écrites dans le texte du jeu et celles mises en œuvre lors d'une partie, on distingue ainsi :
- l'intention de l'auteur du jeu (RAI, rules as intended) ;
- les règles telles qu'elles sont écrites (RAW, rules as written) ;
- les règles telles qu'utilisée en jeu (RIP, rules in play), qui elles-mêmes se décomposent en
  - règles telles qu'elles sont interprétées (RAIn, rules as interpreted),
  - règles maison (HR, house rules),
  - règles informelles (IR, informal rules).

Les règles informelles forment ce que l'on appelle le « système zéro ».
Notons que le texte écrit du jeu peut aussi prévoir que les joueurs aient recours à des décisions ad hoc. Par exemple, le texte du jeu contient souvent une procédure stipulant que « si le résultat d'une action est évident, le meneur de jeu énonce la conséquence sans avoir recours à un autre mécanisme de résolution » ; typiquement, une action très simple est réussie automatiquement (sans avoir à jeter les dés), une action impossible échoue automatiquement. Ainsi, ce que Baker appelle « règle » rule, ce sont les décisions prises selon des principes acquis (qu'ils soient écrits dans les règles ou bien faits maison) ainsi que les décisions ad hoc dans les situations prévues par le texte écrit.
La manière de jouer effective n'est que partiellement couverte par les règles ; il est donc logique de définir comme « système » ce qui est effectivement mis en œuvre au cours d'une partie, plutôt que ce qui est écrit dans les ouvrages de règles. Selon Baker, un jeu de rôle est bien conçu, et il procure plus de satisfaction, si les règles écrites sont proches de ce qui est effectivement mis en œuvre en cours de partie. Certains pensent au contraire qu'en pointant de manière trop évidente certains éléments, une règle peut nuire à l'immersion des joueurs. Selon Julien Pouard, ce que font les joueurs en dehors des règles constitue des « gestes », c'est-à-dire des activités maintes fois répétées, et qui malgré leur caractère identique s'adaptent à la situation ; et même lorsque les règles mentionnent ces gestes, elle n'expliquent pas comment les réaliser, de même qu'une recette de cuisine indique d'éplucher une pomme sans expliquer comment le faire. Ces gestes font donc en général partie du système non-écrit. Julien Pouard liste un certain nombre de gestes :
- gestes de joueur :
  - établir un contrat social,
  - s’assurer du confort des autres joueurs à la table,
  - donner son assentiment,
  - encourager les autres joueurs,
  - recourir aux règles pour faire avancer une situation/un conflit ;
- gestes d’interprétation
  - décrire son personnage,
  - agir : dire ce que fait son personnage,
  - décrire son action,
  - donner son intention,
  - extérioriser ce que vit son personnage,
  - dire ce que pense son personnage (idées, concepts),
  - dire ce que ressent son personnage (émotions, sentiments),
  - concéder (accepter un échec et l'utiliser pour faire avancer l'histoire),
  - jouer l'impact (reprendre pour soi les éléments de fiction énoncés par un autre joueur),
  - discuter
    - pour échanger des informations (à l’intérieur de la fiction),
    - pour donner l’avis de son personnage,
    - pour transmettre des informations dont dispose le joueur, ou son ressenti,
    - pour faire vivre le monde ;
- gestes de narration
  - faire monter la tension dans une scène,
  - jouer personnage contre personnage,
  - renvoyer la balle à un joueur,
  - faire avancer l’intrigue,
  - créer des complications.

## Mise en œuvre du principe
D. Vincent Baker a mis lui-même son principe en œuvre dans son jeu Apocalypse World (Lumpley Games (en), 2010, La Boite à Heuhh 2012). Il a considéré les « gestes » évoqués ci-dessus et les a intégrés dans les règles, sous le terme « actions » (moves). Ainsi, chaque fois qu'un joueur énonce quelque chose, le meneur de jeu peut le raccrocher à une « action » et le cas échéant appliquer la règle correspondante (par exemple « Agir face au danger », « Faire le point », « Agresser quelqu'un »). Ce dispositif est évidemment repris dans les jeux motorisés par l'Apocalypse (powered by the Apocalypse).
De manière plus générale, ce principe permet de guider la conception d'un jeu (game design) :
- le concepteur imagine des expériences de jeu, des situations : lecture de l'ouvrage, création de personnage, préparation d'une partie, partie proprement dite ;
- à partir de là, il conçoit un dispositif (procédures, univers…) devant permettre  aux joueurs de reproduire ces expériences de jeu ;
- s'il désire publier son jeu, il conçoit alors un média (en général un texte écrit accompagné d'illustrations) destiné à transmettre ce dispositif ;

le système mis en œuvre effectivement dérive de l'interprétation du média par les joueurs. Dans l'idéal, le système doit être proche du dispositif conçu par l'auteur, afin que l'expérience de jeu soit proche de ce qu'a imaginé l'auteur.